# Pfälzisches Landrecht
Das Pfälzische Landrecht (auch: Kurpfälzisches Landrecht) war das Partikularrecht der Kurpfalz.

## Geschichte

### Entstehung
Das Pfälzische Landrecht war eine Aufzeichnung des in der Kurpfalz geltenden Gewohnheitsrechts und dort darüber hinaus anzuwendenden Rechts. Die Aufzeichnung entstand am Ende des 16. Jahrhunderts und wurde 1582 zum ersten Mal veröffentlicht. Umfangreich wurde dabei auch auf das Württembergische Landrecht von 1555 zurückgegriffen. 1610 wurde das Pfälzische Landrecht in einer leicht überarbeiteten Form erneut veröffentlicht. Darüber hinaus galt das Gemeine Recht, soweit das Pfälzer Landrecht spezielle Regelungen für einen Sachverhalt nicht enthielt.
Die Variante des Pfälzischen Landrechts von 1610 behielt in einigen ehemals kurpfälzischen Gebieten auch im gesamten 19. Jahrhundert Gültigkeit, so etwa in der Provinz Starkenburg des  Großherzogtums Hessen. Dort wurde es erst zum 1. Januar 1900 von dem einheitlich im ganzen Deutschen Reich geltenden Bürgerlichen Gesetzbuch abgelöst. In der Provinz Rheinhessen dagegen wurde es unter französischer Herrschaft bereits Anfang des 19. Jahrhunderts durch die Cinq codes abgelöst und im Großherzogtum Baden durch das Badische Landrecht von 1810.

### Im Großherzogtum Hessen

#### Örtliche Geltung
Im Großherzogtum Hessen galt das Pfälzische Landrecht in den nachfolgend gelisteten Gebietsteilen:
- Oberamt Otzberg[5], einschließlich des ehemals pfälzischen Teils des Amtes Umstadt:
  - Birkert (Habitzheimer Seite)[6]
  - Dilshofen[7]
  - Frau-Nauses[8]
  - Groß-Zimmern[9]
  - Habitzheim[10]
  - Hassenroth[11]
  - Hetschbach[12]
  - Heubach[13]
  - Lengfeld[14]
  - Mittel-Kinzig[15]
  - Nieder-Kainsbach[16]
  - Nieder-Klingen[17]
  - Ober-Klingen[18]
  - Ober-Nauses[19]
  - Otzberg[20]
  - Spachbrücken[21]
  - Wald-Amorbach[22]
  - Wiebelsbach[23]
  - Zeilhard[24]
- Im ehemals pfälzischen Teil des Amtes Lindenfels[25]:
  - Affolterbach[26]
  - Pfaffen-Beerfurth
  - Bonsweiher[27]
  - Ellenbach[28]
  - Erlenbach[29]
  - Gras-Ellenbach[30]
  - Hammelbach[31]
  - Lauten-Weschnitz[32]
  - Lindenfels[33]
  - Ober-Laudenbach[34]
  - Ober-Schönmattenwag[35]
  - Schlierbach[36]
  - Siedelsbrunn[37]
  - Unter-Scharbach[38]
  - Wahlen[39]
  - Waldmichelbach[40]
- In dem Teil des Amtes Hirschhorn, der ehemals als Amt Neckarsteinach im Alten Reich ein Kondominat des Hochstifts Worms und des Hochstifts Speyer[41] gewesen war[42] und in Neckarhausen, das ehemals zur Kurpfalz und dort zum Oberamt Heidelberg gehört hatte.[43] Zu dem dortigen Gebiet, in dem Pfälzisches Landrecht galt, zählten:
  - Darsberg[44]
  - Grein[45]
  - Langenthal[46]
  - Neckarhausen
  - Neckarsteinach[47]
- In den ehemals reichsritterschaftlichen Besitzungen derer von Dalberg, von Ulner von Dieburg und von Belderbusch[48]:
  - Albersbach
  - Igelsbacher Höfe
  - Kreiswald (Hof)
- Sowie in
  - Kornsand (Hof)[49]
  - Knoblochsaue (in Teilen des Gebietes)[50]

#### Sachliche Teilgeltung
In den vom Großherzogtum Hessen aus dem Hochstift Worms übernommenen Gebieten galten nur einige Materien des Pfälzischen Landrechts, so dessen Erbrecht. Mit einem Generale vom 9. März 1759 hatte die Regierung des Hochstifts dies für das ganze Hochstift angeordnet. Es handelte sich um die Gebiete
- Amt Lampertheim:
  - Hofheim[52]
  - Lampertheim[53]
  - Nordheim[54]
- Zimmerhofer Feld[55][Anm. 1]

Darüber hinaus wurde im ehemaligen Amt Lampertheim das eheliche Güterrecht des Pfälzischen Landrechts gewohnheitsrechtlich angewandt. Allerdings war dieses Partikularrecht dem örtlich zuständigen Amtsgericht Lorsch am Ende des 19. Jahrhunderts gar nicht mehr bekannt – es war also gewohnheitsrechtlich außer Kraft getreten.

### Ausgaben
- Kurfürst Ludwig VI. von der Pfalz (Hg.): Chür-Furstlicher Pfaltz Landt-Recht. Spies, Heydelberg 1582.
- Kurfürst Ludwig VI. (Hg.): Chur-Fürstlicher Pfaltz Landt-Recht. Harnisch, Newstadt an der Hardt 1594.
- Kurfürst Friedrich IV. (Hg.): Churfürstlicher Pfaltz bey Rhein erneuwert und verbessertes Landrecht. Vögelin, Heidelberg, 1611 [!].
- Churfürstlicher Pfaltz bey Rhein ernewert und verbessertes Landrecht. Walter, Heydelberg 1657.
- Kurfürst Johann Wilhelm (Hg.): Churfürstlicher Pfaltz bey Rhein [et]c. Ernewert und Verbessertes Land-Recht. Mayr, Weinheim 1700.

(Quelle:)

### Sekundärliteratur
- Bernd-Rüdiger Kern: Die Gerichtsordnungen des Kurpfälzer Landrechts von 1582. Böhlau, Köln 1991.
- Arthur Benno Schmidt: Die geschichtlichen Grundlagen des bürgerlichen Rechts im Großherzogtum Hessen. Curt von Münchow, Gießen 1893.